# StockX
StockX è un marketplace online e rivenditore di abbigliamento, principalmente di sneakers. Dal novembre 2020, si è aperta anche ai prodotti elettronici come console di gioco, smartphone e hardware per computer. La società ha sede a Detroit ed è stata fondata da Dan Gilbert, Josh Luber e Greg Schwartz nel periodo 2015-2016. StockX ha oltre 800 dipendenti presso nel centro di Detroit, un ufficio internazionale a Londra e strutture di autenticazione a Moonachie, nel New Jersey e Tempe, in Arizona. Scott Cutler gianni Schwartz fungono rispettivamente da amministratore delegato e direttore generale, e Deena Bahri è diventato il primo direttore marketing della società nel 2019.

## Storia
La startup è stata fondata da Dan Gilbert, Josh Luber, Greg Schwartz e Chris Kaufman a partire dal 2015, e lanciato a febbraio 2016. Luber aveva fondato il sito Web precedente di StockX sulle sneakers rare chiamato Campless (lanciato nel 2012-2013), e Schwartz ricopre la posizione di direttore operativo. Dopo che Gilbert acquisì Campless da Luber, Luber si trasferì da Philadelphia per lavorare presso l'edificio One Campus Martius di Gilbert nella downtown Detroit. StockX ha aperto la sua prima sede internazionale a Londra nell'ottobre 2018. Scott Cutler è stato nominato amministratore delegato nel giugno 2019.
La società ha più di 800 dipendenti, ad agosto 2019. StockX è tra le startup in più rapida crescita a Detroit ed in tutto il Michigan, alla fine del 2018.

## Modello di business
StockX funge da marketplace online, facilitando le aste tra venditori e acquirenti, quindi riscuotendo commissioni di transazione e di pagamento. I venditori inviano gli articoli acquistati alle strutture di StockX per l'ispezione e la verifica, quindi i prodotti autenticati vengono spediti agli acquirenti. StockX presenta un framework di prezzi variabili "simile al mercato azionario" e rivela la cronologia dei prezzi per articoli specifici. StockX è noto soprattutto per sneaker e streetwear, ma porta anche altri capi di abbigliamento e accessori come borse e orologi. StockX ha superato eBay nel totale delle transazioni di sneaker nel 2017. Gli articoli contraffatti vengono restituiti ai venditori e gli acquirenti vengono rimborsati.
StockX addebita una commissione di elaborazione del 3 percento per tutti i rivenditori e una commissione di transazione del 9,5 percento per i nuovi utenti, che diminuisce con l'esperienza. Prima dell'espansione dell'azienda in Europa, StockX pubblicizzava solo negli Stati Uniti e accettava dollari statunitensi. Il quindici percento degli acquirenti dell'azienda era internazionale, a settembre 2018.
Nel gennaio 2019, StockX ha stretto una partnership con il gioielliere e influencer di celebrità Ben Baller per vendere 800 coppie di ciabatte nere e rosse direttamente al pubblico, segnando la prima "offerta iniziale di prodotti" dell'azienda ("I.P.O."). Le scarpe sono state stampate con la frase "Ben Baller do the chain", un testo della canzone di ASAP Ferg "Plain Jane" (2017).